# Virginia Satir

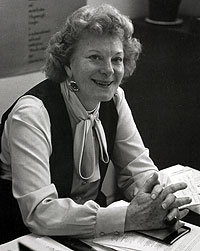
Virginia Satir

Virginia Satir (26 de junho de 1916 - 10 de setembro de 1988) foi uma notável autora e psicoterapeuta norte-americana, conhecida sobretudo pela sua abordagem de terapia familiar e por seu trabalho com constelações sistêmicas. Seus livros mais conhecidos são Conjoint Family Therapy, de 1964, Peoplemaking, de 1972, eThe New Peoplemaking, 1988.
Ela também é conhecida por criar o "Virginia Satir - Change Process Model", um modelo psicológico que foi desenvolvido através de estudos clínicos. Gurus organizacionais e de gestão da mudança das décadas de 1990 e 2000 abraçam esse modelo para definir como mudanças influenciam nas organizações.

## Primeiros anos
Virginia Satir nasceu em 26 de junho de 1916 em Neillsville, Wisconsin, a mais velha dos cinco filhos de Oscar Alfred Reinnard Pagenkopf e Minnie Happe Pagenkopf. Quando ela tinha cinco anos de idade, teve apendicite apendicite. Sua mãe, uma devota do cristianismo científico, se recusou a levá-la ao médico. Quando o pai de Satir resolveu ignorar sua esposa, o apêndice da garota já havia rompido. Os médicos conseguiram salvar sua vida, mas Satir foi forçada a ficar no hospital por vários meses.
Uma criança curiosa, Satir aprendeu a ler aos três anos, e aos nove já tinha lido todos os livros na biblioteca de sua pequena escola. Quando ela tinha cinco anos, decidiu que seria um "detetive das crianças sobre os pais" quando crescesse. Mais tarde, ela explicou que "não sabia bem o que eu iria procurar, mas percebi que havia muito nas famílias que não era possível ser visto."
Em 1929, sua mãe insistiu que a família mudasse de sua fazenda para Milwaukee, para que Satir pudesse frequentar o colégio. Os anos de ensino médio de Satir coincidiram com a Grande Depressão e, para ajudar a família, ela assumiu um emprego de meio período e também participou de quantos cursos pôde, de forma a se formar mais cedo. Em 1932, ela recebeu o seu diploma e imediatamente se inscreveu na Milwaukee State Teachers College, atual Universidade de Wisconsin-Milwaukee. Para pagar seus estudos, trabalhou por meio período para o Works Projects Administration e para a loja de departamento Gimbels, complementando sua renda com trabalhos como babá.

## Carreira como terapeuta
Após se graduar na escola, Satir começou a trabalhar no setor privado. Ela se reuniu com sua primeira família em 1951 e, em 1955, estava trabalhando no Illinois Psychiatric Institute, incentivando outros terapeutas a se concentrarem nas famílias, em vez de pacientes individuais. Ao final da década, ela se mudou para a Califórnia, onde foi co-fundadora do Mental Research Institute (MRI), em Palo Alto. A MRI recebeu uma concessão do National Institute of Mental Health em 1962, permitindo-lhes iniciar o primeiro programa formal de treinamento em terapia de família já oferecido.

### Inovação
Uma das ideias mais inovadoras de Satir na época era a de "questão presente" ou "problema de superfície", isto é, a ideia de que a questão que se apresentava raramente era o problema real, mas sim a forma como as pessoas lidavam com a questão criava o problema. Ela também oferecereu sugestões para os problemas específicos que a baixa auto-estima pode causar nos relacionamentos.
Satir publicou seu primeiro livro,Conjoint Family Therapy, em 1964. Sua reputação cresceu com cada livro subsequente, e ela viajou pelo mundo para falar sobre seus métodos. Ela também se tornou uma diplomada da Academia de Certificação Social dos Trabalhadores e recebeu da Associação Americana para Casamento e Terapia Familiar o "Prêmio por Serviço Notável".
Por muito tempo interessada na ideia de rede social, Satir fundou dois grupos para ajudar as pessoas a encontrar profissionais de saúde mental e outras pessoas que estavam sofrendo de problemas semelhantes. Em 1970, ela organizou a "Beautiful People", que mais tarde ficou conhecida como o "International Human Learning Resources Network". Em 1977, ela fundou a Rede Avanta.

### Reconhecimento
Satir foi convidada para ser membro do Conselho de Anciãos em 1986, um grupo de indivíduos que se reúne periodicamente com os que ganharam o Prêmio Nobel da Paz. Dois anos depois, ela foi nomeada para o Comitê de Direção da Associação Internacional de Terapia de Família e se tornou um membro do Conselho Consultivo do National Council for Self-Esteem.
Ela também foi reconhecida com vários doutoramentos honoris causa, incluindo um doutorado em  Ciências Sociais da University of Wisconsin–Madison em 1978, e um doutorado da a Professional School of Psychological Studies em 1986.

### Menções honrosas e prêmios recebidos
- 1976: Condecorada com a Medalha de Ouro de "serviços excepcionais e consistentes para a Humanidade" pela Universidade de Chicago.
- 1978: Doutorado honoris causa em Ciências Sociais da Universidade de Wisconsin-Madison.
- 1982: Selecionada pelo Governo da Alemanha Ocidental como um dos doze líderes mais influentes no mundo de hoje.
- 1985: A revista Time cita um de seus colegas: "Ela pode lotar qualquer tipo de auditório no país", após sua contribuição para a Conferência sobre Evolução da Psicoterapia em Phoenix, Arizona.
- 1985: Selecionada pela prestigiada National Academy of Practice como um dos dois membros que se pronunciariam sobre questões de saúde ao Congresso dos Estados Unidos.
- 1986: Selecionada como membro do Conselho Internacional de Anciãos, uma sociedade desenvolvida pelos beneficiários do Prêmio Nobel da Paz.
- 1987: Nomeada membro honorário da Sociedade Médica da Checoslováquia.

- Homenageada no California Social Work Hall of Distinction.

- Em duas pesquisas nacionais com psiquiatras, psicólogos, assistentes sociais e terapeutas familiares e de casamento, ela foi eleita a terapeuta mais influente.

## Trabalho e influência
Seu trabalho todo foi feito sob a égide do "Tornar-se mais plenamente humano". Da possibilidade de uma tríade de criação primária de pai, mãe e filho, ela concebeu um processo de Validação Humana. Ela plantou continuamente as sementes da esperança para a paz mundial. Como ela disse (Align, 1988, p. 20): "A família é um microcosmo. Ao saber como curar a família, eu sei como curar o mundo ". Com este panorama, estabeleceu grupos de formação profissional do modelo Satir no Médio Oriente, no Oriente, na Europa Ocidental e Oriental, na América Latina e na Rússia. O Institute for International Connections, a rede Avanta, e o International Human Learning Resources Network são exemplos concretos do ensinar as pessoas a se conectarem com o outro e, então, estender as conexões. Seu impacto no mundo pode ser resumido em seu mantra universal: paz dentro, paz entre, paz dentre.
Em meados da década de 1970 seu trabalho foi extensivamente estudado pelos co-fundadores da Programação Neuro-linguística (PNL), Richard Bandler e John Grinder, que o empregaram como um dos três modelos fundamentais da PNL. Bandler e Grinder também colaboraram com Satir na autoria de Changing With Families para a Science and Behavior Books, que tinha o subtítulo "Um livro sobre a Educação Superior para o Ser Humano". Avanta é uma organização internacional que leva e promove a abordagem de Satir na terapia familiar.
Steve Andreas, um dos alunos de Bandler e Grinders, escreveu Virginia Satir: os padrões de sua magia (1991), no qual ele resume os principais padrões de trabalho de Satir, e, em seguida, em uma rica transcrição da sessão gravada "Perdoar Pais",mostra como a psicoterapeuta aplicou seus padrões. Nesta sessão, Satir trabalha com uma mulher que odiava sua mãe e, como resultado, tinha dificuldade para se conectar com outras pessoas. Usando uma variedade de role-plays, incluindo a "reconstrução da família" (constelações sistêmicas), esta mulher passou a ver a mãe como sua "melhor amiga", como foi detalhado em uma entrevista ocorrida 3 anos e meio depois da sessão.